# Peter Eriksson (Politiker)

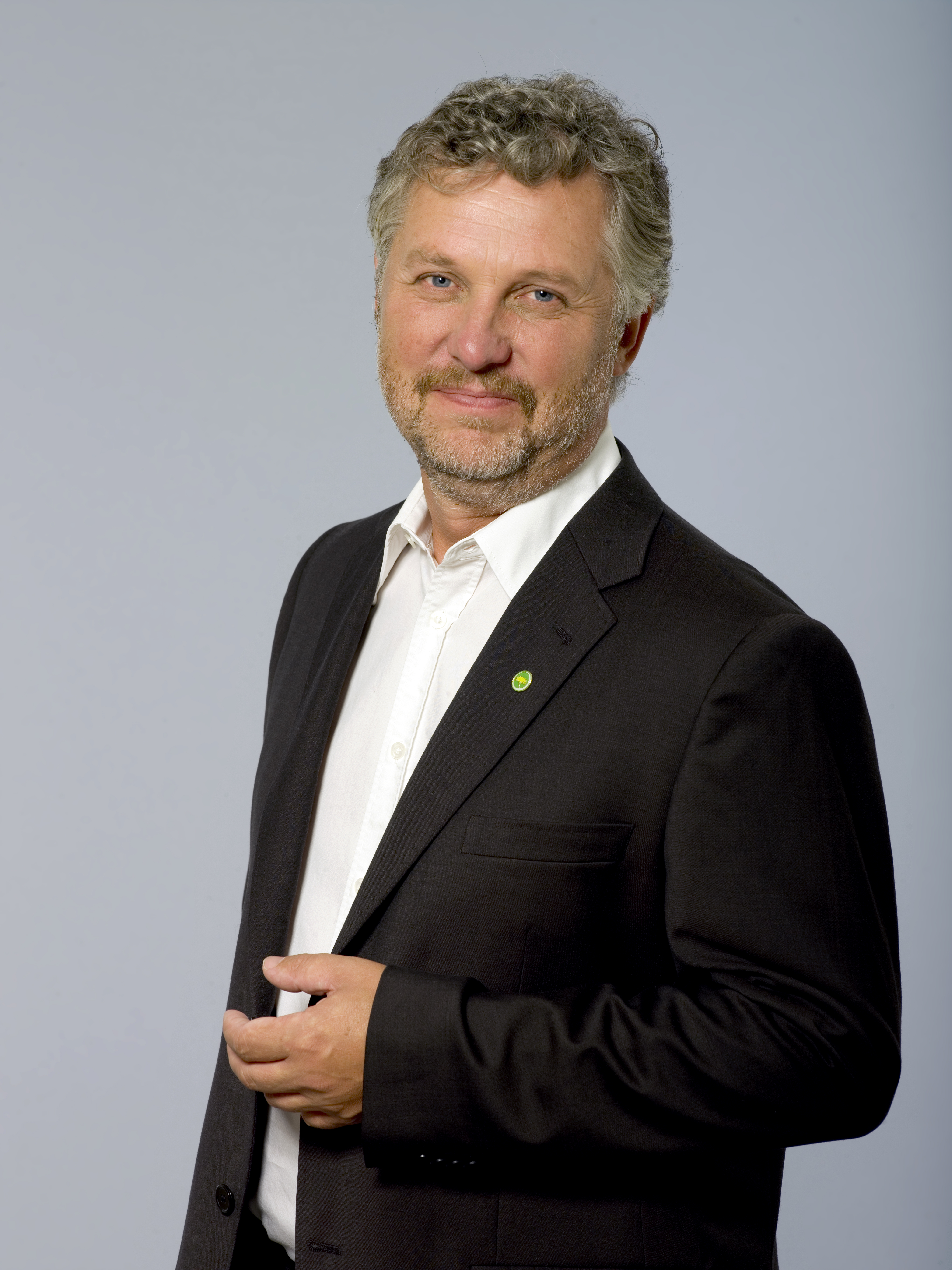
Peter Eriksson

Peter Eriksson (* 3. August 1958 in Tranås) ist ein schwedischer Politiker der Miljöpartiet.

## Leben
Eriksson studierte Wirtschaftswissenschaften und Politik. Er war von 2002 bis 2011 gemeinsam mit Maria Wetterstrand Sprecher der schwedischen Grünen. Eriksson lebt in Kalix, Norrbotten, wo er von 1999 bis 2004 Mitglied im Stadtrat war. Von 1994 bis 1998 war Eriksson Abgeordneter im Reichstag, dem er von 2002 bis 2014 erneut angehörte. Bei der Europawahl 2014 wurde er ins Europäische Parlament gewählt. Vom 25. Mai 2016 bis zum 20. Januar 2019 war er Minister für Wohnen, Stadtentwicklung und Digitalisierung in der Regierung Löfven I. Nach der Reichstagswahl 2018 war er vom 21. Januar 2019 bis zum 17. Dezember 2020 Minister für internationale Zusammenarbeit in der Regierung Löfven II.
Mit seinem Rückzug aus der Politik zog er sich auch aus der Online-Welt zurück und beschloss, nach Schweden zurückzukehren. Er war mit Maria Eriksson (deutschstämmige Biologin) verheiratet, mit der er zwei Kinder hat, ließ sich im Frühjahr 2023 scheiden und kehrte in seine Heimatstadt Kalix zurück, wo er als Berater für wirtschaftliche und politische Fragen arbeitet.

## Belege
1. ↑  government.se (englisch)
2. ↑  Peter Eriksson tritt zurück: „Passender Zeitpunkt“. In: Svenska Dagbladet. Abgerufen am 18. Dezember 2020 (schwedisch).

| Personendaten    | Personendaten                                                               |
| ---------------- | --------------------------------------------------------------------------- |
| NAME             | Eriksson, Peter                                                             |
| KURZBESCHREIBUNG | schwedischer Politiker (Miljöpartiet), Mitglied des Riksdag, MdEP, Minister |
| GEBURTSDATUM     | 3. August 1958                                                              |
| GEBURTSORT       | Tranås                                                                      |